# Grogu
Din Grogu (korábban a Gyermek, angolul The Child, a közösségi médiában és a sajtóban széleskörűen elterjedt becenevén Baby Yoda) szereplő a kitalált Csillagok háborúja világban, azon belül a A Mandalóri című, 2019-ben indult élőszereplős televíziós sorozatban. Azóta megjelent a Boba Fett könyvében is.

## Története
A történet szerint Din Grogu Yoda mester ismeretlen fajába tartozó egyed, aki egy ismeretlen bolygón született. A coruscanti Jedi-templomban nevelkedett, mivel már korán erőérzékenynek bizonyult. Több mester is tanította, de még kisbaba volt, amikor a Galaktikus Köztársaság átalakult Galaktikus Birodalommá, amely vadászott rá, így elrejtették őt, képességei megfakultak. 
Több mint 25 évvel később, a Galaktikus Birodalom bukása utáni években a The Mandalorian sorozat címszereplő főhősét, Din Djarin fejvadászt (Pedro Pascal) felbérli egy korábban birodalmi kötődésű ügyfél, hogy keresse meg és szállítsa le számára a célszemélyt, aki elmondása alapján 50 éves. Később kiderül, hogy a faja szabályszerűségei szerint gyermekről van szó, akit mélyen átjár az Erő (a Csillagok háborúja univerzumának egyik fő mozgatórugója, egy erőteljes képesség, amellyel a jedi lovagok és a sithek is bírnak – vélhetően ezért is kiemelten fontos a megbízó számára). A fejvadász le is szállítaná a kis zöld lényt, ám miután az megmenti az életét, az utolsó pillanatban meggondolja magát, és kimenekíti őt a birodalmiak karmaiból, majd a sorozat további epizódjaiban a védelmén fáradozik társaival, miután vérdíjat tűznek ki rájuk. Végül Grogu nevelőapja lesz. A klánjának vezetője azzal a feladattal bízza meg, hogy vigye el a kicsit a jedikhez. Djarin végül Ahsoka Tano nyomára bukkan, aki nem hajlandó elvállalni Grogu tanítását, mivel az túlságosan ragaszkodik nevelőapjához, így ki van téve a sötét oldal csábításának. Azonban Tano elküldi Djarint a Tython nevű bolygóra, ahol egy jedi templomot kell felkeresnie, ahol Grogura rátalálhatnak más jedik, akik talán tanítják majd. Grogut itt átjárja az Erő, ám ez idő alatt Moff Gideon emberei bemérik őt, és elrabolják Djarintól, akinek a hajóját is elpusztítják. Ennek okán Mando segítségül hívja korábbi barátait, ellenségeit (Boba Fett, Fennec Shand, Cara Dune, Bo-Katan Kryze, Koska Reeves, Migs Mayfeld). Végül sikeresen kiszabadítják Grogut, akitől el kell búcsúzniuk, mert Luke Skywalker elviszi, hogy taníthassa.

## Leírása
Grogu kis termetű, hímnemű, körülbelül fél méter magas, zöld bőrű, hosszú fülű teremtmény, a híres jedi mester, Yoda ritkaságszámba menő, rejtélyes fajának képviselője. Kora a történet elején 50 év, ám a faj sajátosságaiból adódóan még kisgyerek, beszélni sem tud, azonban átjárja őt az Erő. Egyszerű, bézs színű, szövetzsákra emlékeztető ruházatot visel. Eleinte egy lebegő, tojásdad mózeskosárban utazik, ám ez a „leszállítása” idején a szemétben végzi, ezután gyalog vagy valamelyik védelmezője karján közlekedik. Később készül neki egy új mózeskosár, amely szintén odavész.
Grogu előszeretettel fogyaszt el kisebb élőlényeket, gyíkot, békatojást. Szeret játszani az űrhajó egyik kezelőkarján található gömbbel, bár Mando többször figyelmezteti, hogy ne tegye.
Grogu valódi neve a sorozat második évadának 5. epizódjában derül ki, amikor Ahsoka Tano (Rosario Dawson) gondolati kapcsolatot létesít a gyermekkel az Erő segítségével, majd Djarin tudtára adja annak valódi nevét.

## Háttere
Grogu egyike annak a mindössze két szereplőnek, akik A Mandalóri első évadának mind a nyolc epizódjában szerepeltek (a másik a címszereplő fejvadász). A szereplő kiötlője és megalkotója Jon Favreau, a sorozat alkotója és rendezője, aki saját elmondása szerint a Yoda mester faja körüli rejtélyességet szerette volna oldani a gyermek bemutatásával. A szereplő megalkotásában segédkezett a műsor executive producere, Dave Filoni is, végleges megjelenése pedig jórészt Christian Alzmann tervezőművész munkája.
Grogu televíziós inkarnációját báb és animatronika segítségével keltették életre, az eredeti tervekkel ellentétben, amely szerint CGI segítségével vitték volna vászonra (amely ötletért egyébként a gyermek leszállítására megbízást adó klienst alakító színész, Werner Herzog nemes egyszerűséggel "gyávának" nevezte a sorozat alkotóit). Végül a szereplőt valódi bábokkal keltették életre, amelyeket a Legacy Effects stúdió készített el, darabját nem kevesebb mint 5 millió amerikai dollárért. A bábot két technikus mozgatta, egyikük a szem és a száj mozgásáért, a másik pedig egyéb arckifejezésekért és testmozdulatokért volt felelős. Számítógéppel  csak apróbb utómunkálatok során módosítottak a szereplőn. Hangját felnőttek és csecsemők, valamint lapátfülű róka és farksodró hangjának összedolgozásával hozták létre.

## Fogadtatása
Din Grogu (akit az első évad idején még csupán a Gyermek név alatt ismerhetett meg a közönség) karaktere rövid idő alatt óriási népszerűségre tett szert, első megjelenését követően rövid időn belül elárasztották a közösségi médiát, a sajtót és az internetes mémoldalakat a róla szóló rajongói bejegyzések és kritikák, valamint az eredetével kapcsolatos találgatások, továbbá széles körben elterjedt a „Baby Yoda” becenév. A szereplő a The Mandalorian legkedveltebb karaktere lett (kitörő sikere a sorozat készítőit is meglepetésként érte), internetes mémmé nőtte ki magát, és számos kritikai elismerésben is részesült. A The Guardian magazin 2019 legjobb új karakterének választotta, a The Hollywood Reporter szerint pedig a szereplő Hollywood jövőjét testesíti meg. Számos újságíró egyetértett benne, hogy a Gyermek egymaga jelentősen hozzájárult a Disney+ szolgáltatás (A Mandalórit is vetítő újonnan indult streamingszolgáltatás) sikeréhez.
A Gyermeket a sorozat marketingkampánya során, a bemutató előtt titokban tartották (ez egyébként Donald Glover ötlete volt), így nem szerepelt semmilyen trailerben, reklámanyagban, illetve játékok és egyéb tárgyak sem jelentek meg vele kapcsolatban. Ennek következtében a Disney pénzügyi kiesést szenvedett el, mivel a sorozat bemutatóját követően nem tudták azonnal kiszolgálni a gigászi vásárlói keresletet a Gyermekkel kapcsolatos ajándéktárgyak iránt karácsony előtt, csupán hónapokkal később. Bob Iger, a Disney vezérigazgatója ugyanakkor megvédte ezt a fajta stratégiát.

## Megjelenései a kánonban[* 1]

### Sorozatokban
- A Mandalóri (2019–, első megjelenés, 20 epizód)
- Boba Fett könyve (2022, 2 epizód)

### Videójátékokban
- Star Wars: Galaxy of Heroes (2019)

### Könyvekben
- Star Wars: The Mandalorian - Regény (2021)[* 2]
- Star Wars: The Mandalorian - 2. évad - Regény (2022)[* 3]
- The Book of Boba Fett Junior Novel (2023)[* 4]

### Képregényekben
- Star Wars: A Mandalóri (2022–2023)
  - Star Wars: A Mandalóri – 1. kötet (2022, 4 képregényszám)[* 2]
  - Star Wars: The Mandalorian Vol. 2 – Season One Part Two (2023, 4 képregényszám)[* 2]
- Star Wars: The Mandalorian (2023–2024)
  - Star Wars: The Mandalorian – Season Two, Part One (2023, 4 képregényszám)[* 3]

## Fordítás
- Ez a szócikk részben vagy egészben  a   The Child (Star Wars) című angol Wikipédia-szócikk ezen változatának fordításán alapul.  Az eredeti cikk szerkesztőit annak laptörténete sorolja fel. Ez a jelzés csupán a megfogalmazás eredetét és a szerzői jogokat jelzi, nem szolgál a cikkben szereplő információk forrásmegjelöléseként.